# Andrásfi Gyula
Andrásfi Gyula (Perbete, 1908. augusztus 12. – Budapest, 1981. november 25.) diplomata, főispán, pártpolitikus.

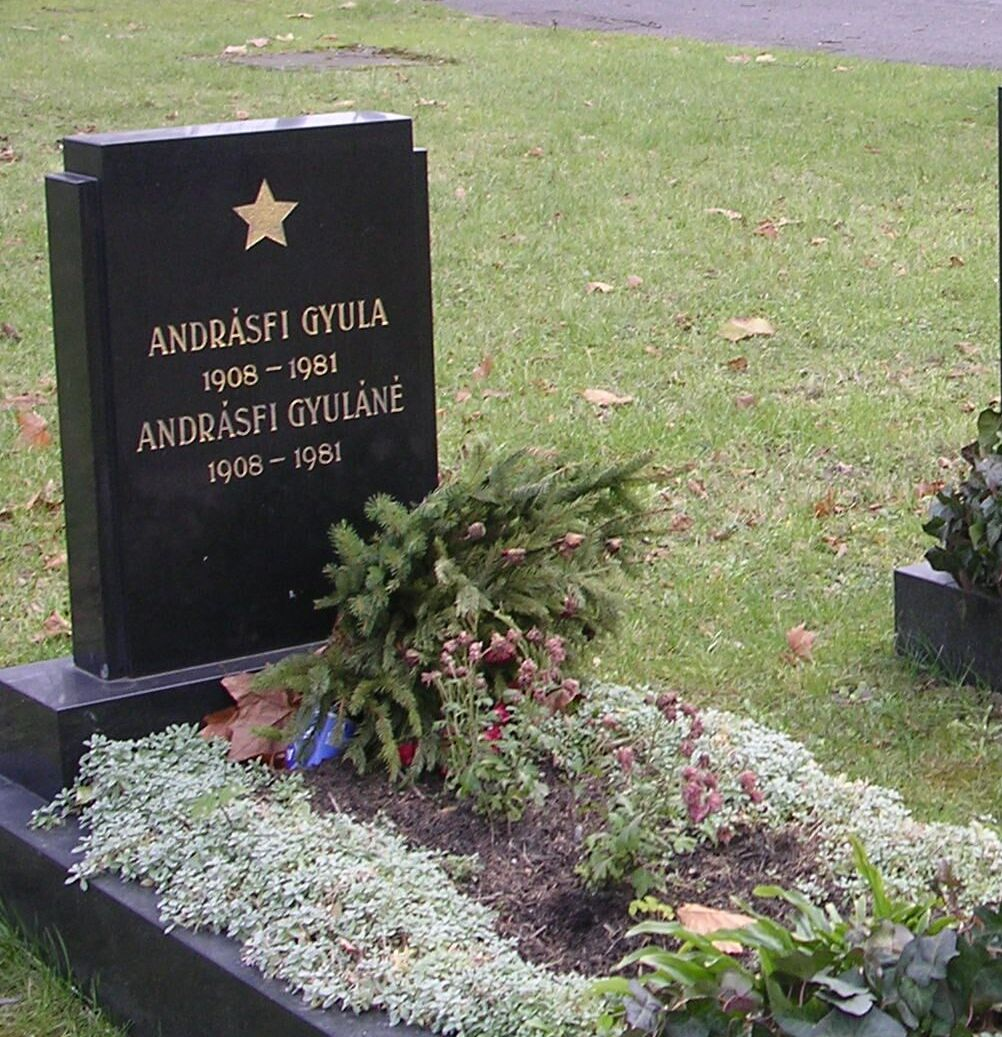
Sírja a Fiumei úti sírkertben

## Élete
Andrásfi András és Jezsó Katalin fiaként született. Cipésznek tanult, Rákospalotán nyitott saját cipészműhelyt 1928-ban. Még 1921-ben kapcsolódott be az ifjúmunkások mozgalmába, először a Bőripari Munkások Szövetsége, majd 1924-ben az MSZDP tagja lett. 1930-ban kilépett a szociáldemokrata pártból, és a belépett a KMP-be, ahol az ún. sejt- és körzeti titkár lett, két év múlva pedig a fővárosi pártbizottságba is bekerült. 1935-ben letartóztatták, a következő évben rendőri felügyelet alá került, 1942-ben pedig börtönbe vetették. 1944-ben büntetőszázadba osztották, ám megszökött. A második világháború után 1945-ben az újjászerveződő kommunista párt, az MKP újpesti, majd 1946 és 1947 között délpesti, végül 1947–48-ban Bács-Bodrog vármegyei titkára volt. 1948-ban Abaúj-Zemplén vármegye főispánjának tették meg, 1949-től a moszkvai magyar nagykövetségen volt első tanácsos, egészen 1951-ig. 1951 és 1956 között különböző minisztériumokban töltött be vezető beosztást. Az 1956-os forradalom idején fegyverrel szállt szembe a forradalmárokkal, szerepet vállalt az újpesti pártház, illetve a tanácsház visszafoglalásában. A forradalom után az újpesti tanács elnöke lett, majd 1961-ben ulánbátori nagykövetté nevezték ki, mely posztján 1968-as nyugdíjazásáig megmaradt. Haláláról beszámolt a Magyar Nemzet 1981. november 26-i száma. 1981. december 1-jén temették el a Fiumei úti sírkertben, a nagy munkásmozgalmi parcellában.

## Emlékezete
Budapest IV. kerületében, Káposztásmegyeren 1988-tól 2000-ig utca viselte nevét (ma Kósa Pál sétány).